# Макарони

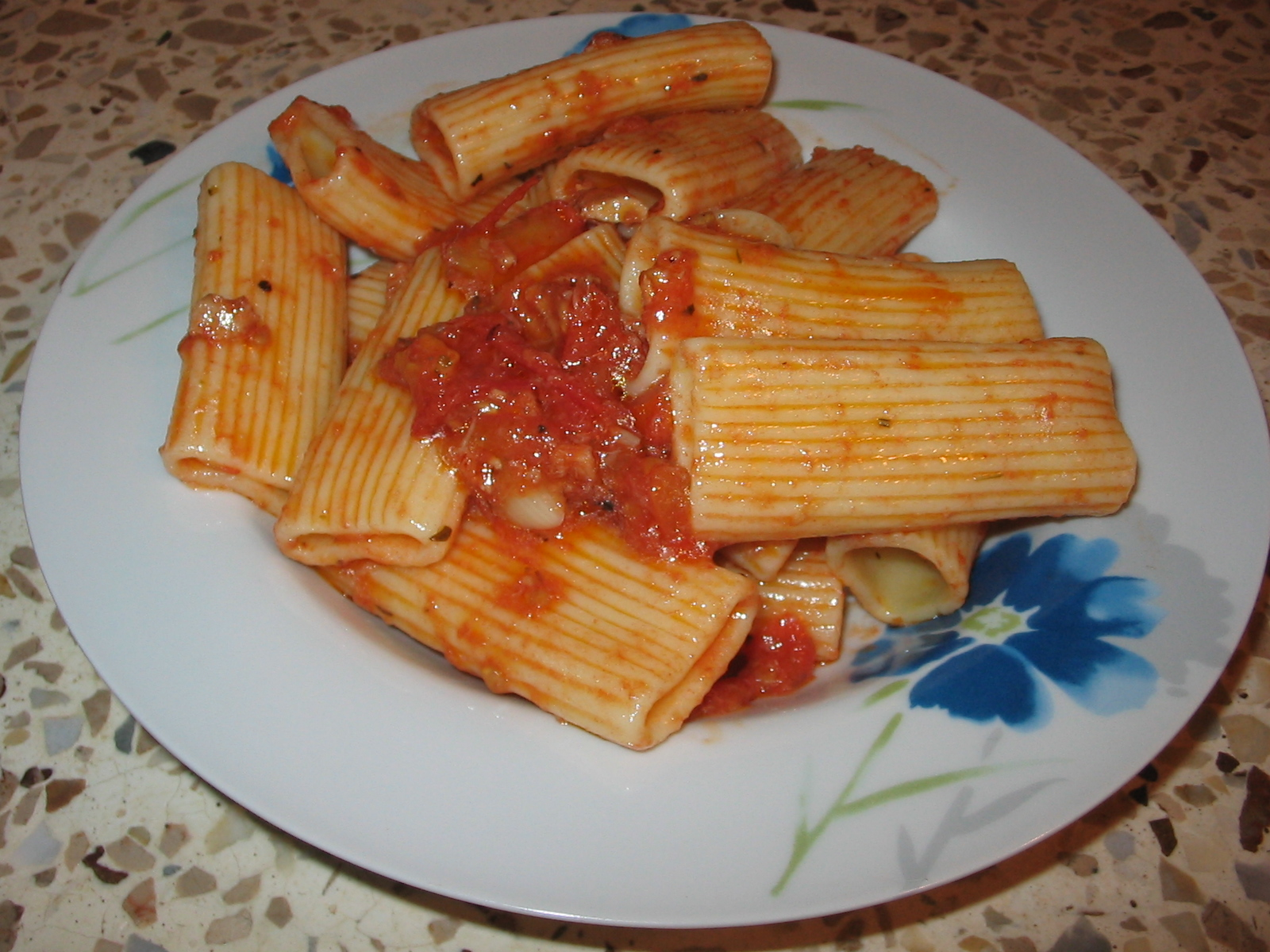
Відварені макарони з томатним соусом

Макаро́ни  (від італ. maccheroni) — популярна страва з тіста, а точніше макаронні вироби з тіста. Є традиційною стравою італійської кухні, особливо південної частини країни, звідки беруть своє коріння.
Макарони випускають у різноманітних формах — у вигляді трубочок, мушлі, стрічок, кілечок, пластин, ниток, метеликів, спіралей. Найвідомішими виробниками макаронів є саме італійські, такі як:
- Барілла (Barilla),
- Буїтоні (Buitoni),
- Де Чекко (De Cecco),
- Дел Верде (Del Verde),
- Дівелла (Divella) та інші.

Вироби італійських фірм відрізняються лише формою, але до кожної форми існує особлива приправа, що і створює особливу страву.

## Історія

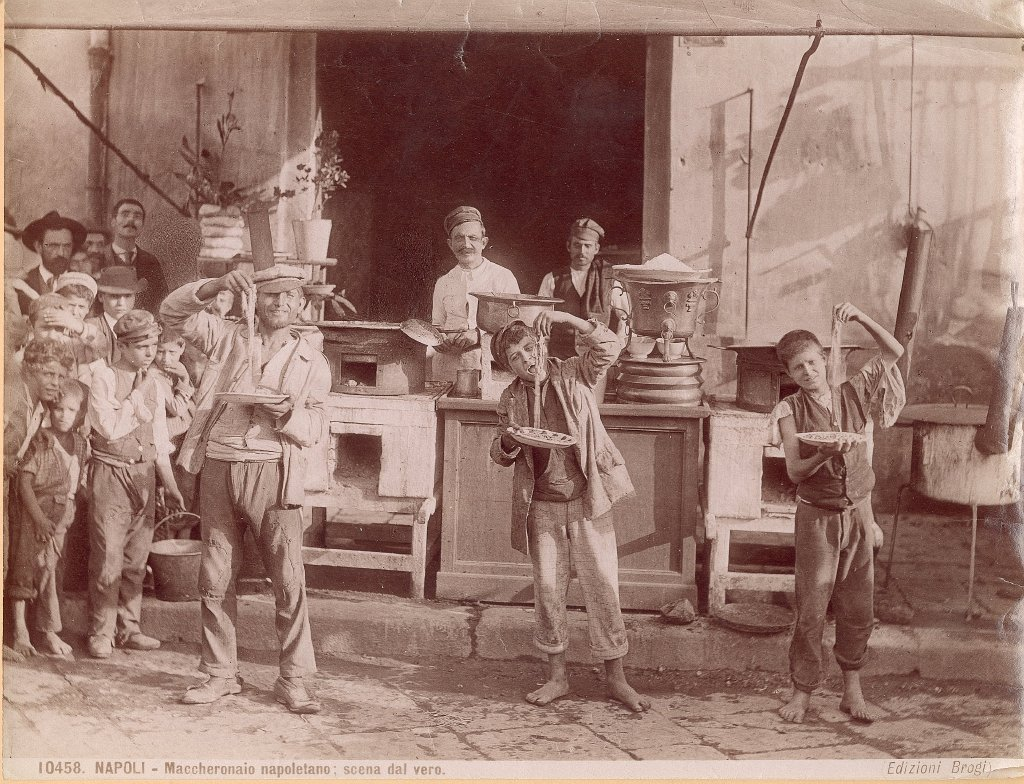
Неаполітанці з макаронами, фото Карло Броджи

Частина дослідників вважає попередницею макаронів китайську локшину, найдавніші письмові згадки про яку датовані II ст. Археологи стверджують, що локшина з'явилася ще у II тис. до н. е., щоправда робилася вона спочатку не з пшеничного борошна (як макарони), а з просяного.
За іншими версіями макарони були винайдені у Середземномор'ї. Одна називає їхнім попередником лаганум — печені хлібні коржики, якими любили ласувати мешканці давньої Італії і які, зокрема, згадує Горацій. Рецепт їхнього виготовлення і навіть назву римляни запозичили в греків (ті називали коржик лаганоном, і саме так називають різновид прісного хлібу у сучасній Греції), проте саме римляни почали різати ці коржики на смужки, з яких потім нібито народився один з видів італійської локшини — лагана, а також більш відома у світі лазанья (за іншою версією слово «лазанья» швидше за все походить від грецького лазанона і, відповідно, латинського лазанума — горщика, в якому її зазвичай роблять і сьогодні).
Друга версія веде родовід макаронів від ітріона — листкового пирога, згадуваного ще Анакреонтом. За римських часів ітріумом називали вже не пироги, а просто вироби з прісного тіста (саме з нього роблять і локшину). Ітріум згадував один з «батьків медицини», пергамець Гален, а також автори Єрусалимського Талмуда. А вже в римлян і євреїв робити «ітрійю» нібито навчилися араби.
Мандрівник і географ аль-Ідрісі залишив нам згадку про справжню «макаронну фабрику», що XII ст. працювала на Сицилії. Вироби цієї фабрики нагадували нитки або струни з тіста. І постачали їх як до мусульманських, так і до християнських країн.
Ітрійю цілком можна вважати «справжніми» макаронами не лише за формою, яка цілком відповідає нинішнім спагеті, але й тому, що її виготовляли шляхом висушення на сонці. Це дозволяло не лише довгий час зберігати ітрійю, а й перевозити на далекі відстані. Сучасні італійці називають такі макаронні вироби «сухою пастою» — на відміну від «домашньої», яку виготовляли, а часом і зараз виготовляють на Апеннінах у багатьох місцевостях — щоб одразу зварити та з'їсти.
Переваги ітрійї як продукту довгого зберігання одразу оцінили італійські мореплавці, насамперед генуезці. У далеких плаваннях «суха паста», яка перетворювалася на смачну страву лише за допомогою води, олії та солі (сир додавали за смаком, якщо він був під рукою), була й справді незамінним провіантом. Щоправда, виготовляти її можна було лише з твердих сортів пшениці, які вирощували лише на півдні Італії. На північ, і до Генуї зокрема, цю пшеницю доводилося завозити. Проте якість продукту виправдовувала витрати.
Практичні генуезці, щоправда, макарони робили не довгими, а почали ділити на маленькі шматочки. Такі вироби нагадували вже не нитки, а таких собі хробачків — італійською «вермічеллі». Звідси й відома нам, хоча й трохи «офранцужена» за назвою вермішель. Втім, у самій Генуї макарони довгий час іменували трією — тобто тією самою ітрійєю-ітріумом, але вже так би мовити з місцевим, лігурійським акцентом.
За середньовіччя вони були зазвичай солодкими та пряними. До макаронів додавали цукор, чорний перець, корицю.
Генуя довгий час залишалася чи не єдиним містом на континенті, де виготовляли «суху пасту». Для інших італійців вона залишалася насамперед сицилійським продуктом. Так її іменували навіть у кулінарних трактатах — хоча самі сицилійці на той час вже почали використовувати й слово «макарони».
За однією з версій, ця назва походить від грецького слова «макрос», тобто довгий. За другою — від італійського «макаре» — м'яти, місити. У одного з грецьких книжників раннього середньовіччя, Ісихія Александрійського під іменем «макарія» згадується страва, схожа на суп із хлібними кульками чи клецками, які з певною натяжкою теж можна назвати макаронними виробами.
У 1367 р. зафіксований перший рецепт макаронної страви з сиром.
В XV ст. славу «макаронної столиці» поступово почав набувати Неаполь — не дивно, якщо згадати, що Сицилія довгий час була саме неаполітанським володінням. Неаполітанців можна вважати й винахідниками «трубчастих» макаронів — тобто виробів з порожниною всередині, яку можна наповнювати м'ясом, сиром чи соусом.
З XVI ст. змінився смак страв із макаронами, адже в Європі і Італії зокрема, з'явилися червоний перець і помідори. Вони швидко витіснили солодкі доданки до макаронів. Покришений сир при цьому залишився ключовим інгредієнтом, бо чудово поєднувався із кисло-солодким смаком томатів.
Починаючи з того ж XVI ст. про «суху пасту» дізналися і в інших країнах Європи, зокрема у Франції. Але не обходилося без курйозів. Якщо в самій Італії її вважали сицилійською, неаполітанською чи генуезькою стравою, інші європейці іменували «макаронниками» усіх італійців. В одній з комедій Гольдоні венецієць страшенно обурювався тим, що знайомий француз був впевнений, що мешканці Венеції тільки і роблять, що їдять макарони, в той час як для них така їжа залишалася швидше екзотичною.
З 1819 роком пов'язують винахід спагеті.
Справді загально національною стравою цілої Італії «суха паста» стала лише в XIX ст., коли країна була об'єднана під владою сардинського короля. Втім, навіть «об'єднувач Італії», сардинський прем'єр Камілло Кавур казав про макарони як про суто неаполітанську страву. Водночас Джузеппе Гарібальді приписують фразу «паста має об'єднати Італію».
В єдиній Італії термін «паста» (італійською це слово означає лише тісто) остаточно витіснив звичні для нас «макарони». І зараз макаронами самі італійці називають лише один, неаполітанський вид пасти.
З небагатою тоді Італією пов'язане і велике розмаїття макаронних страв. Італійські виробники створили 250 видів макаронних форм, а кількість страв з них сягнула позначки 5000.
Помічене зростання споживання макаронів у роки соціальних потрясінь та жорстоко, негуманно проведених урядом реформ, в роки економічної кризи. Бо це один з найдешевших різновидів харчування для бідноти у сучасності. Так, рентабельність макаронного виробництва в економічну кризу після 1998 р. сягнула рівня 70-80 %.

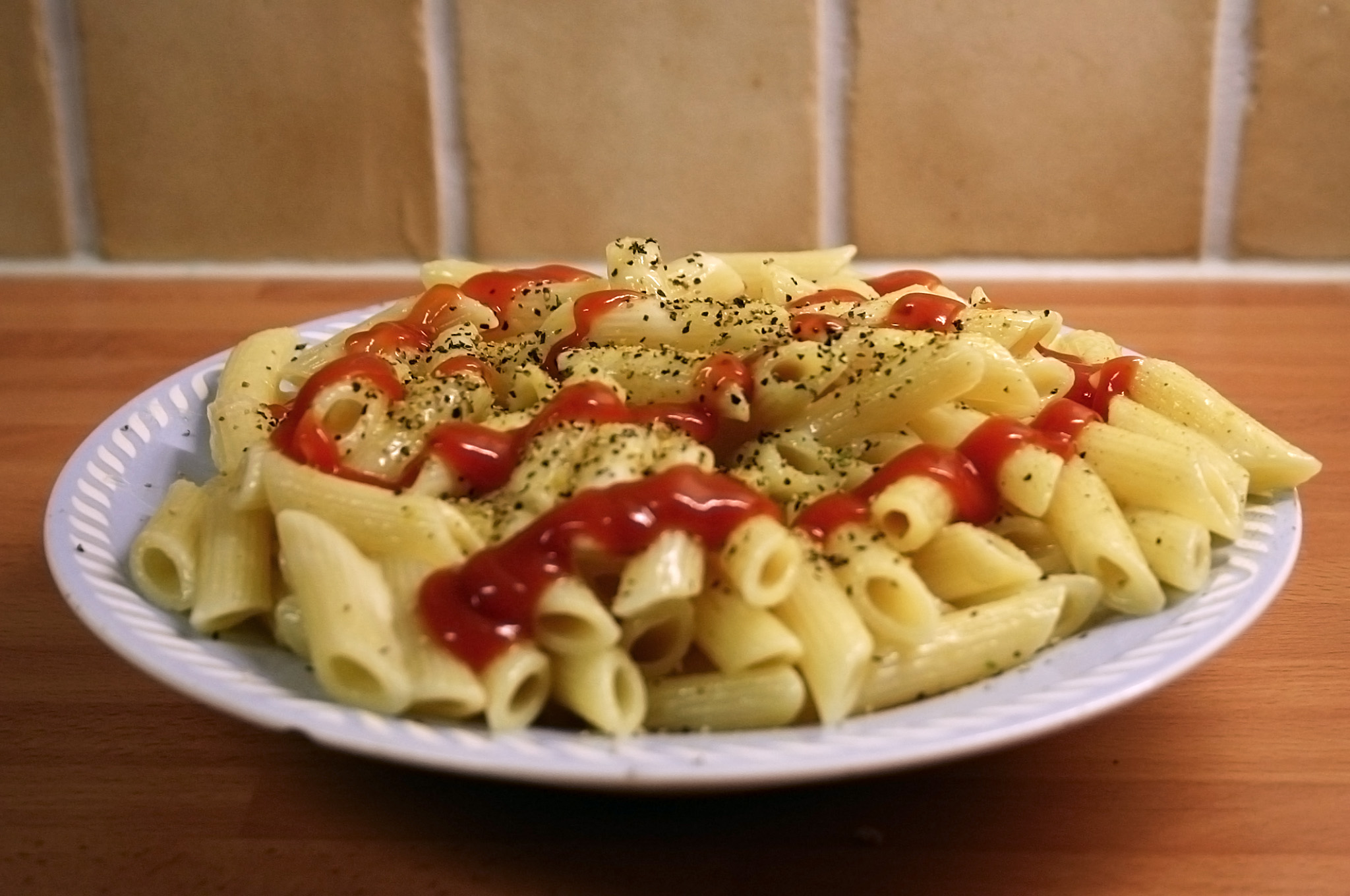
Італійська страва паста
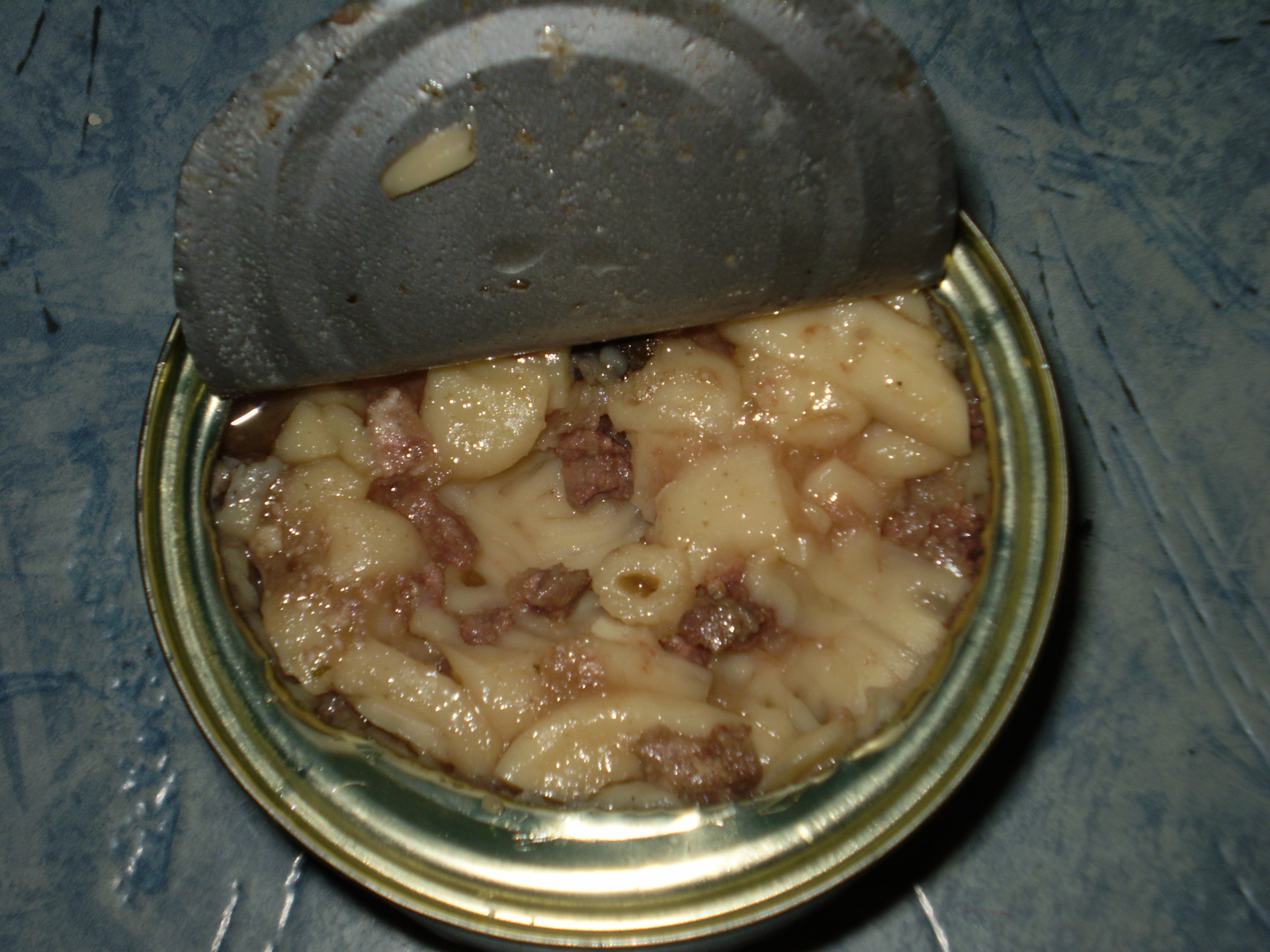
Консерва макарони з м'ясом
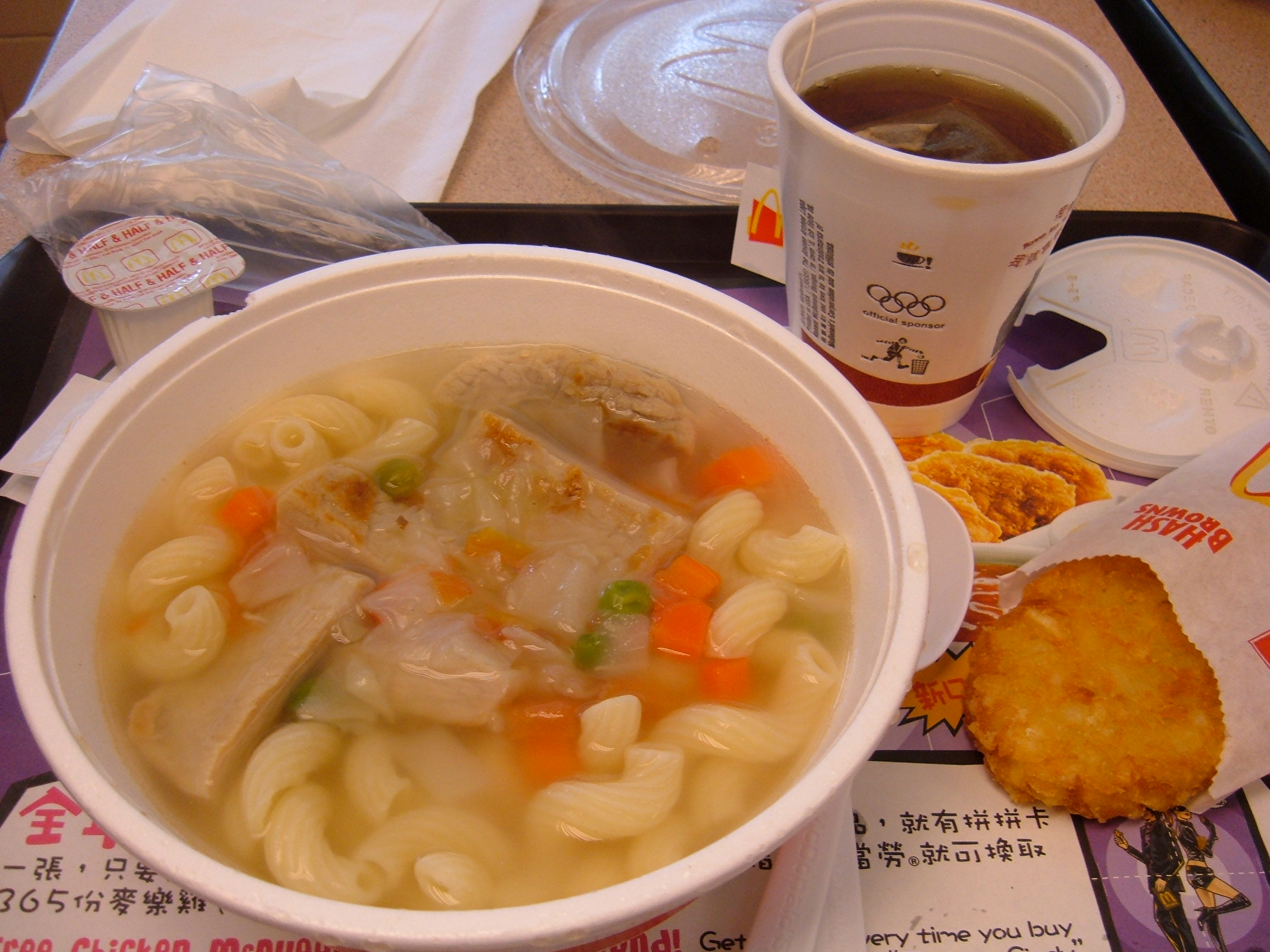
Сніданок у Макдоналдсі